# Евпаторийский десант
Евпатори́йский деса́нт — тактический морской десант советских войск, высаженный 5 января 1942 года в Евпатории с целью отвлечения сил вермахта от осаждённого Севастополя и с Керченского полуострова.

## Предшествующие события
В ночь с 5 на 6 декабря 1941 года в порту Евпатории с двух сторожевых катеров Черноморского флота на пассажирский причал и Хлебную пристань высадилась разведгруппа штаба Черноморского флота, которой командовали капитан В. В. Топчиев и батальонный комиссар У. А. Латышев. Стоявший на причале немецкий часовой, услышав немецкую речь, не стал поднимать тревогу и был бесшумно захвачен в плен, затем разведчики бесшумно разоружили, связали и доставили на катер двух других патрулировавших порт солдат, что позволило сохранить высадку десанта в тайне. После этого разведчики разделились: группа под командованием старшины М. Аникина совершила вылазку к аэродрому, чтобы уничтожить находившиеся там самолёты (но обнаружила, что аэродром пуст и, захватив пленного из аэродромной команды, вернулась на катер); основные силы под командованием мичмана Ф. Ф. Волончука захватили полицейский участок, уничтожив находившихся там полицейских, собрав их оружие и выпустив арестованных, а затем обстреляли выдвинувшийся на звуки стрельбы отряд из 30 гитлеровцев и подожгли здание жандармского управления. Погрузившись на катера, разведчики забросали оставшимися бутылками с зажигательной смесью причал и стоявшую на рейде шхуну. В результате этого рейда разведгруппа потерь не имела (к ней присоединился освобождённый из полицейского участка милиционер), были уничтожены свыше 10 гитлеровцев (в том числе, заместитель начальника городской полиции и немецкий офицер), захвачены 12 пленных, сейф с документами из полицейского участка, оружие и боеприпасы. Есть основания предполагать, что успех этой операции способствовал решению советского военного командования о проведении новой десантной операции в районе Евпатории — более крупными силами.
2 января 1942 года Ставка ВГК утвердила план операции, предусматривавшей высадку морских десантов в районах Алушты, Ялты, Перекопа и Евпатории. Планирование десанта в районе Евпатории командование Кавказского фронта поручило провести штабу Севастопольского оборонительного района.

## Силы сторон
Для высадки десанта из кораблей Черноморского флота ВМФ СССР был сформирован отряд высадки десанта под командованием капитана 2-го ранга Н. В. Буслаева и полкового комиссара А. С. Бойко: базовый тральщик «Взрыватель», 7 сторожевых катеров типа «МО-IV» и морской буксир «СП-14».
Евпаторийский десант состоял из усиленного батальона морской пехоты (700 военнослужащих под командованием капитана Г. К. Бузинова), в состав которого вошли:
- батальон морской пехоты (командир — капитан Г. К. Бузинов, комиссар — батальонный комиссар М. Г. Пален)[5]
- группа разведчиков разведотряда штаба Черноморского флота (60 человек, командир — капитан В. В. Топчиев)[5]
- группа сотрудников Евпаторийского городского отдела милиции[5]
- оперативно-чекистская группа Особого Отдела НКВД ЧФ во главе с батальонным комиссаром А. И. Галушкиным (начальник группы Л. И. Шустерман) с приданным спецотрядом (ротой) ОО НКВД ЧФ (командир капитан-лейтенант И. Ф. Литовчук, старший политрук В. П. Цыбулин);
- группа партийных и советских работников Евпатории, Сак, Ак-Мечети, Фрайдорфа и Симферополя (Ф. А. Павлов — Оргбюро Крымского обкома)[6].

К десанту присоединился отряд, сформированный из узников, освобожденных из концентрационного лагеря (около 200 человек).
Оккупационные немецко-румынские силы в Евпатории включали в себя полицейский гарнизон города (основу которого составляли от 80 до 100 солдат, подчинённых военному коменданту города), комендатуру порта (50 военнослужащих немецких военно-морских сил под командованием коменданта порта капитана второго ранга фон Рихтгофена, оснащённые двумя или тремя рыболовными катерами, двумя 76-мм трофейными полевыми орудиями и двумя пулемётами), а также части береговой артиллерии (батарея 1-го дивизиона 48-го полка береговой артиллерии и 145-й дивизион береговой артиллерии, имевший на вооружении 120-мм орудия).

## Ход операции
Вечером 4 января началась погрузка десанта на корабли. В соответствии с планом операции, высадку десанта следовало осуществить в два эшелона, поэтому корабли с десантом вышли из Севастополя, разделившись на две группы.
- в 21:00 из Севастополя вышел самый тихоходный корабль — морской буксир «СП-14» (капитан И. М. Сапега) с 50 десантниками на борту, охранение которого обеспечивали катера МО-0105 и МО-0125[5].
- в 23:00 из Севастополя вышел тральщик «Взрыватель», а также катера МО-081, МО-036, МО-062, МО-0102, МО-041[5]

Десантники высадились на частично разрушенные причалы порта (тральщик «Взрыватель» высадил десант на Пассажирской пристани, катера МО-036 и МО-081 — на Товарной пристани, катера МО-062 и МО-0102 — на Хлебной пристани, вслед за ними на Пассажирскую пристань были высажены десантники с катеров МО-0105 и МО-0125) и заняли причалы без выстрелов. После этого для связи у Товарной пристани остался только катер МО-036, а остальные корабли отряда отошли в море. Десантники (среди которых было немало евпаторийцев, хорошо ориентировавшихся на местности) скрытно начали проникновение в город.
По оставшемуся у Товарной пристани МО-036 открыл огонь пулемёт из здания церкви, погибли старшина 2-й статьи Н. А. Новиков и старшина 2-й статьи А. М. Зуб и был тяжело ранен краснофлотец В. Касин. Комендоры МО-036 открыли огонь и подавили пулемётную точку, десантники начали атаку противника. В возникшей суматохе быстро продвинувшаяся в глубину города рота морских пехотинцев под командованием лейтенанта Я. Ф. Шустова в районе мясокомбината обнаружила и освободила большую группу советских военнопленных.
Одновременно в городе вспыхнуло восстание, в котором участвовала часть населения города и прибывшие на подмогу партизаны.
Находившиеся в городе силы не сумели помешать высадке десанта и подавить восстание, румынский артиллерийский полк оставил свои позиции.
С помощью местных жителей началось восстановление причалов порта с целью ускорить высадку десанта.
Опомнившись, немцы начали освещать порт и залив, и открыли артиллерийско-миномётный огонь. После начала обстрела у Пассажирской пристани для связи с десантом был оставлен катер МО-041, а остальные корабли и катера отряда отошли от берега и начали маневрировать в заливе, открыв огонь в поддержку десантников.
Продолжив наступление, к 6:00 утра десантники овладели южной частью города, укрепили здание гостиницы «Крым» (в котором был размещён штаб батальона морской пехоты), но дальнейшее продвижение роты под командованием лейтенанта И. Н. Шевченко было остановлено у здания курортной поликлиники.

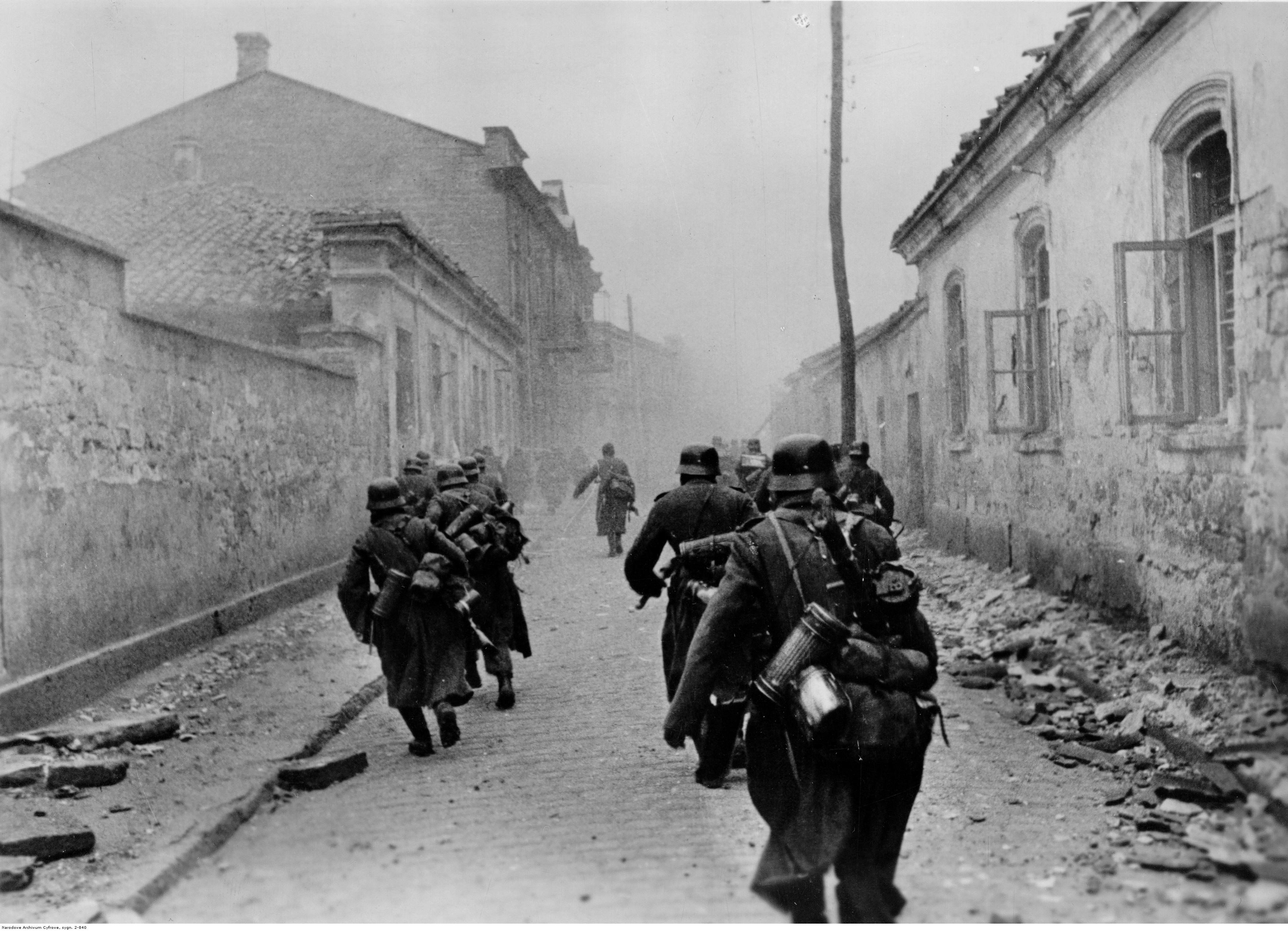
Немецкие пехотинцы продвигаются по улице Демышева

Командование 11-й армии вермахта направило против десанта подкрепления: сначала сводный батальон, в который вошли силы, находившиеся в районе Евпатории (пехотинцы, военнослужащие железнодорожных войск, батарея зенитных орудий с двумя прожекторными установками и др.), затем в Евпаторию прибыли разведывательный батальон 22-й пехотной дивизии, 70-й сапёрный батальон и несколько немецких и румынских артиллерийских батарей, вслед за ними в Евпаторию был направлен 105-й пехотный полк 72-й пехотной дивизии (переброшенный на автомашинах из-под Балаклавы).
В 10:00 часов утра 5 января 1942 года А. С. Бойко передал с борта тральщика радиограмму о том, что положение угрожающее и десанту необходима немедленная помощь. В 11:00 радиосвязь с батальоном была утрачена.
Начавшийся на море затяжной шторм помешал оказать помощь десантникам и высадить в порту подкрепление (уже погруженное на корабли). Корабли флота со вторым эшелоном десанта на борту (эскадренный миноносец, тральщик и четыре катера) дважды выходили из Севастополя в море, но были вынуждены вернуться обратно.
Немецкие самолёты нанесли бомбовый удар по кораблям, в ходе авианалёта был повреждён катер МО-041, на котором погибли командир катера лейтенант И. И. Чулков и два краснофлотца, смертельно ранен ещё один член экипажа. В результате, МО-041 был вынужден уйти в Севастополь.
6 января 1942 года к Евпатории был направлен эсминец «Смышлёный», однако он не сумел установить контакт с десантом, поскольку был обстрелян с берега танками, получил повреждения и был вынужден вернуться.

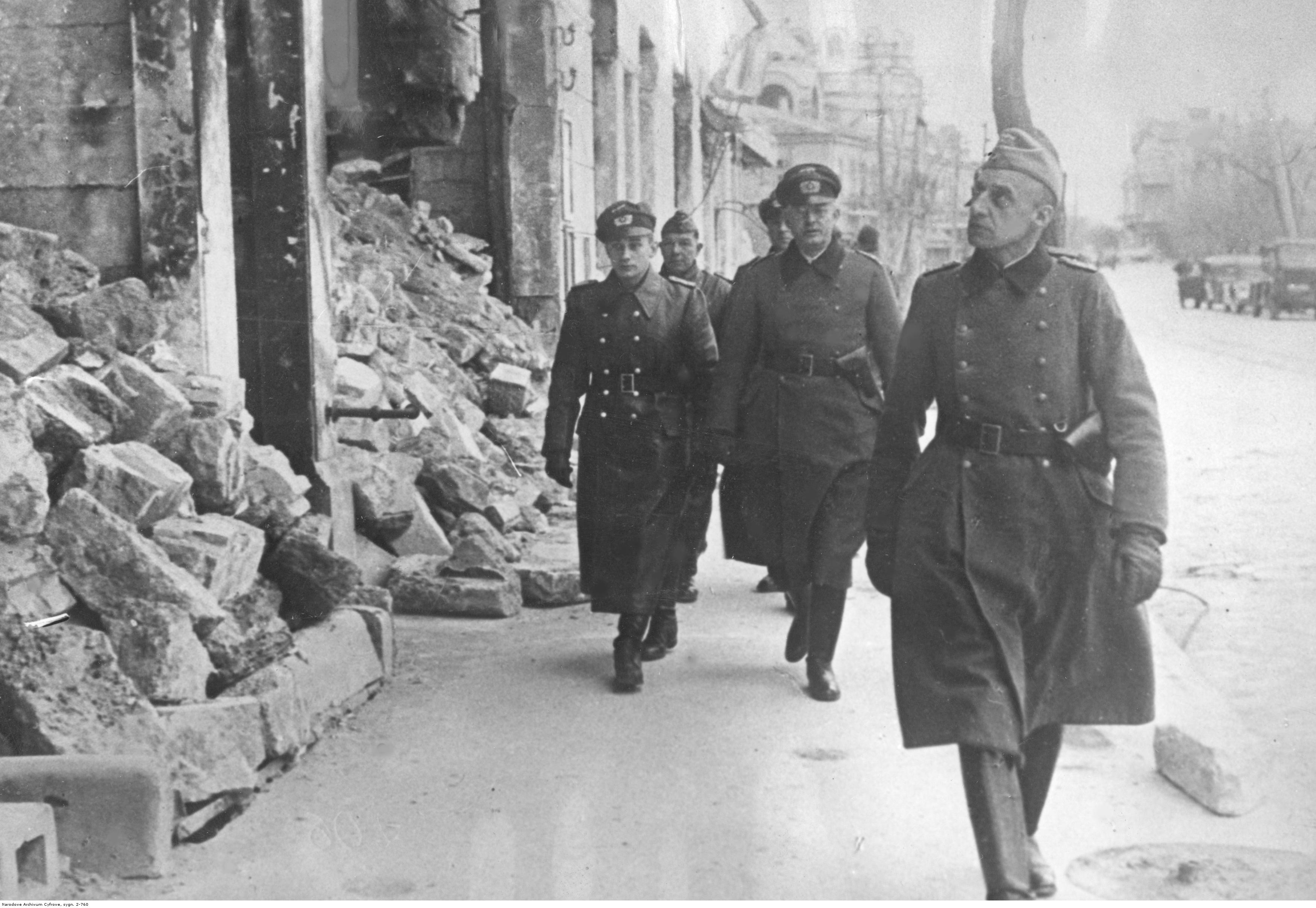
Полковник Хубер-Мария Риттер фон Хейгль (в центре) в окружении офицеров перед руинами гостиницы «Крым», одного из очагов сопротивления.

На следующую ночь к Евпатории были отправлены лидер «Ташкент» (с разведгруппой) и два катера типа «большой охотник» (с десантом из 400 человек). При приближении кораблей к пристани на набережной появились немецкие танки, которые открыли огонь по приближавшемуся к берегу «Ташкенту». Обстреляв танки из башенных орудий, «Ташкент» отошёл в море и спустил на воду баркас, на котором на берег у Евпаторийского маяка была доставлена разведгруппа. Разведчики установили, что на причалах установлены пулемёты, у причалов Евпатории находятся немцы, а десант уничтожен.
Бои в городе шли за каждый дом и продолжались в течение трёх дней. Несколько пошедших на прорыв из города десантников сумели достичь каменоломен и некоторое время продолжали вести бой, ещё несколько сумели прорваться из города.
Из семисот десантников осталось в живых меньше сотни.
Евпаторийский десант отвлёк часть сил противника от Севастополя, а также способствовал закреплению успеха советских войск на Керченском полуострове.
В своих мемуарах бывший командующий 11-й армией генерал-фельдмаршал Э. Манштейн, признавая серьёзность создавшейся в результате десанта обстановки, писал:
«Если бы не удалось немедленно ликвидировать этот новый очаг пожара, если бы русские смогли высадить здесь новые войска, перебросив их из недалеко расположенного Севастополя, то за последствия никто не мог бы поручиться»
В одном из выпусков Дойче Вохеншау говорится о 200 пленных десантниках захваченных в Евпатории.

## Последующие события

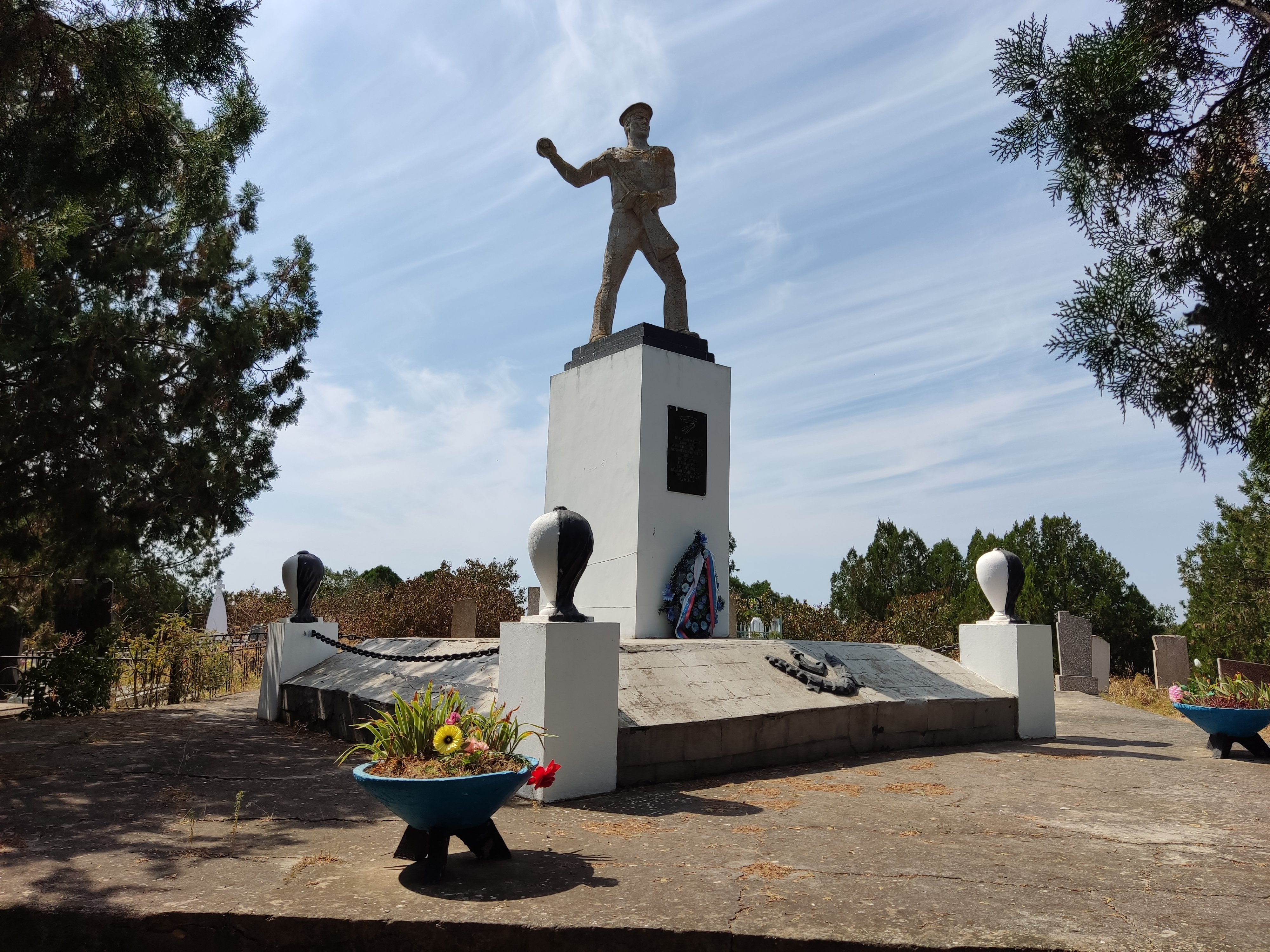
Братская могила участников Евпаторийского десанта в Колосках. Автор памятника — скульптор С. С. Карташов

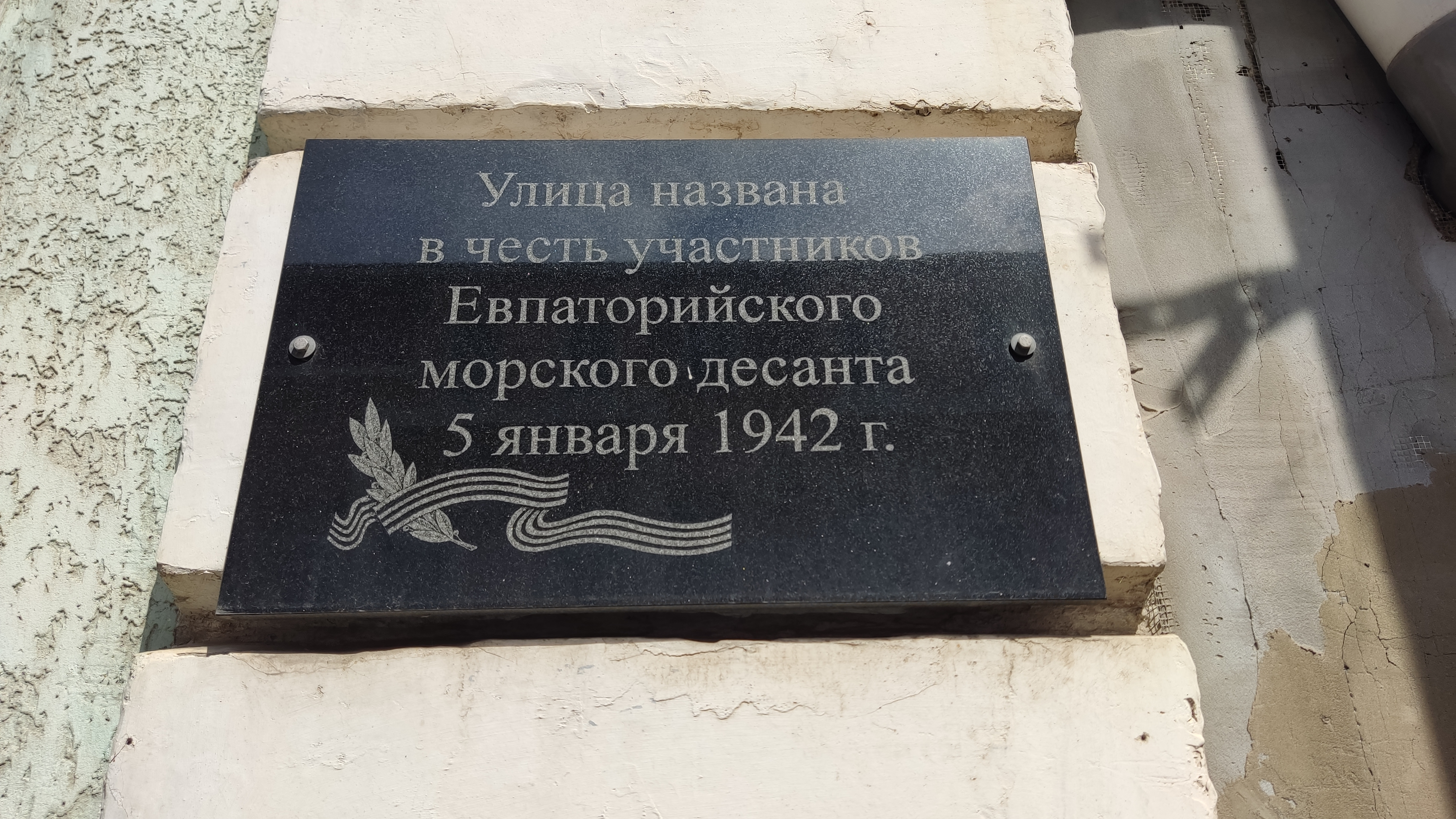
Улица в Евпатории

Для выяснения судьбы десанта были направлены несколько групп разведчиков в их донесениях сообщалось, что десант, вероятно, уничтожен. Наиболее крупная разведгруппа под командованием комиссара У. А. Латышева из 12 человек, была высаженной 7 января с подводной лодки «М-33» (командир — капитан-лейтенант Суров Дмитрий Иванович). Группе было приказано, обогнув с севера озеро Мойнаки, выйти к окраинам и установив контакт с населением «выявить место расположения и состояние нашего десанта». Для эвакуации «М-33» будет ожидать разведчиков в месте высадки с 9 по 12 января в промежутке 01-02 часов ночи. Высадка и посадка на лодку проводилась с резиновых шлюпок. Первая радиограмма от Латышева была получена 8 января в 14 часов. В ней сообщалось о неудаче при высадке: две шлюпки с шестью бойцами унесло в море. Услышав стрельбу на восточной окраине города, разведчики предположили, что десантники ведут бой, но выяснилось, что это фашисты добивали раненых после расстрела. Сомнений в гибели десанта не оставалось и 9 января группе Латышева приказали идти на посадку. Группу не смогли забрать из-за несогласованности места приема сигнала с лодки, она была выявлена немцами и погибла.
Завершив ликвидацию десанта, немцы расстреляли на Красной Горке в Евпатории три тысячи человек (взятых в плен раненых десантников, а также местных жителей, среди которых были старики, женщины и дети). Их вели группами по 25-30 человек к противотанковым рвам, ставили на колени и расстреливали из винтовок и пулемётов. Трое из расстрелянных (Я. Ф. Сиказан, Григорий Сиротенко и Дмитрий Парафилов) выжили.
15 января 1942 года в районе Евпатории в бою с подразделением немецкой военной жандармерии была уничтожена группа из 7 советских моряков (шесть из которых погибли и один был захвачен в плен).
Один из участников десанта, майор А. И. Галушкин, сумел перейти на нелегальное положение, создать подпольную группу из местных жителей и в течение четырёх месяцев вёл подрывную работу, прежде чем был выявлен агентами SD. 7 мая 1942 года дом, в котором он находился, был окружён. А. И. Галушкин вступил в бой и погиб, отстреливаясь из автомата.
Ещё несколько сумевших выбраться из города десантников воевали в партизанских отрядах Крыма.

## Память
- Практически никто из участников десанта наград за него не получил. Вероятно, награждён был только добравшийся до Севастополя матрос-спецотрядовец Алексей Лаврухин — медалью «За боевые заслуги».
- Памятник морякам-десантникам, установленный 7 июня 1970 года на побережье в нескольких километрах от города Саки, в 50 кабельтовых от маяка Евпаторийский (скульптор Н. И. Брацун, архитекторы В. Н. Ениосов и С. И. Кулев)[18]. Памятник хорошо виден с автодороги в Симферополь. Скульптор изобразил группу моряков-десантников, идущих в бой, тем самым увековечив бессмертный подвиг героев, сражавшихся до последней капли крови. До этого памятника на этом же месте стояла другая скульптура в виде одного матроса с поднятой над головой гранатой.
- Памятник (стела с барельефом) в Евпатории на пересечении улиц Дёмышева и Революции.
- Песня В. С. Высоцкого «Чёрные бушлаты» написанная им в Евпатории в 1972 году посвящена евпаторийскому десанту.
- Улица в Евпатории.
- Теплоход типа «Радуга» «Герои Десанта», работавший в Евпатории.